# Italióta művészet
Az Itáliában és Szicíliában élt ókori görögök művészete. A legkorábbi emlékek a mükénéi kultúra görögségétől származnak a Kr. e. 15. századból. A mükénéi állam összeomlását követően a kapcsolatok megszakadtak. Mikor a Kr. e. 8. században megindult a gyarmatosítás, ismét élnék kereskedelmi és kulturális kapcsolat jött létre, nagy számú görög telepes érkezett a területre, legelőször Ischia szigetére majd a szomszédos Cumae-ba. A Kr. e. 7. században rengeteg görög város alapult Dél-Itáliában (görög nevén Magna Graecia) és Szicíliában: Nápoly - Neapolis, Paestum, Rhegium, Taranto - Tarentum, Agrigento - Agrigentum, Selinus, Gela, Metapontion, Megara Hyblea, Locri - Lokroi Epizephyroi. Ezek a városok voltak a művészet központjai.
Az anyavárosokból folyamatos ösztönzések érkeztek, de a helyi hagyományok (lásd: italikus művészet) is erősen hatottak, így alakult önállóvá az italióta művészet.

## Építészet

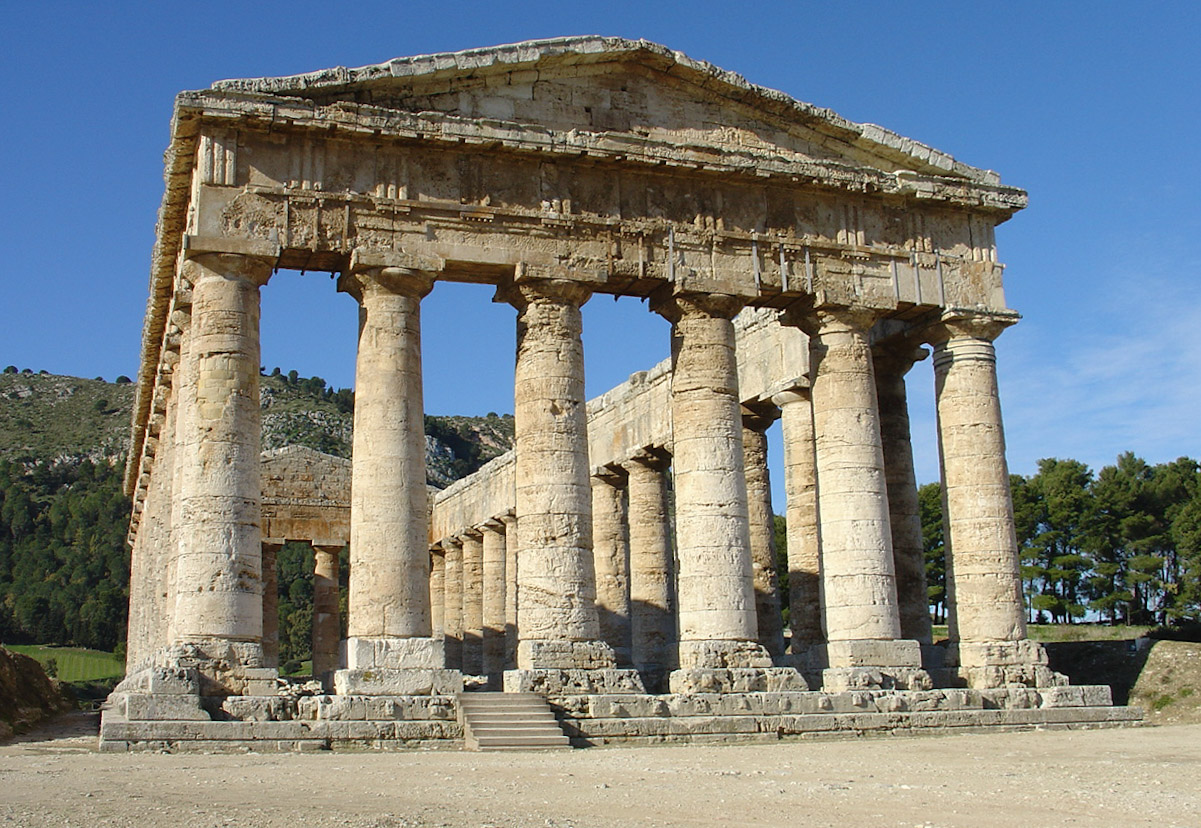
A Segestában lévő templom

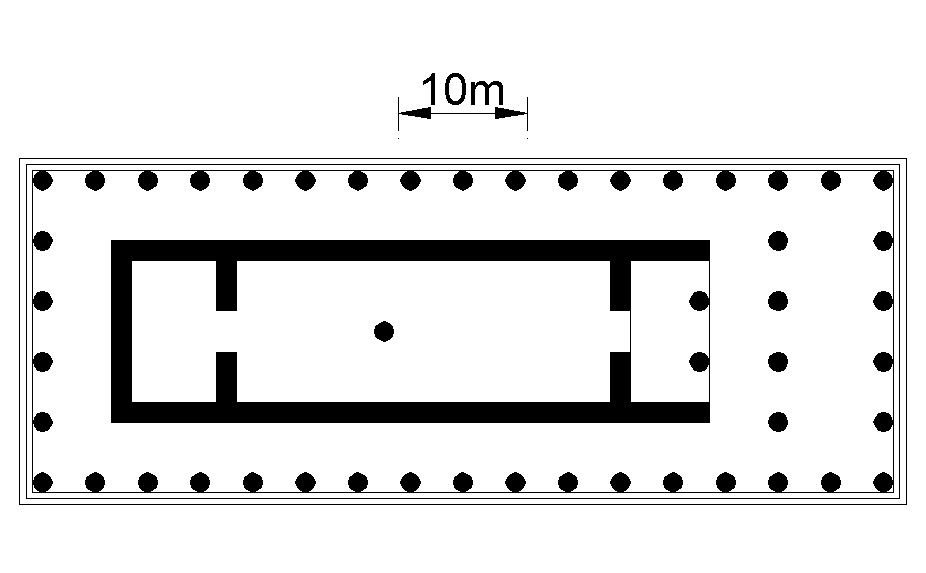
Szürakuszai templomának alaprajza

Az építészetben a dór és az ión oszloprenden kívül mást nem alkalmaztak, a templom alaprajzát azonban a helyi kultúrák hatására módosították.

## Szobrászat
A nagyszobrászatban jellemzőek a monumentalitásra törekvő domborművek, melyek közül a Selinosból előkerült a legjellemzőbb példa. A kisplasztika kedvelt anyaga a terrakotta, számos szobrocska került elő a sírokból. Ugyancsak sírokból kerültek elő a bronzszobrászat emlékei. Jelentős az éremművészet leletanyaga is, e műfaj volt az italióta művészet legsikeresebb műfaja. Az éremművészet virágkorát a Kr. e. 6-5. században élte, központja Syrakusai (Siracusa) volt (pl.: Arethusa-pénzek). Az a tény is ismert, hogy Hellász legnagyobb mesterei is jártak és alkottak ezen a területen, mint Mürón és Lüszipposz.

## Festészet
Hellászhoz hasonlóan itt is a vázafestészet maradt csak az utókorra. A vázafestészet előzményei a Kr. e. 8. századig követhetők nyomon, az egyik első ismert ilyen váza az Arisztonothosz-váza. A Kr. e. 5. században megjelent a vörösalakos vázafestészet, mely ezt követően másfél évszázadon át virágkorát élte. Központjai Apulia, Lucania, Paestum, Campania és Szicília voltak.
A Római Köztársaság hódítását követően az élénk kapcsolat az anyavárosokkal megszakadt, az alkotások igénytelenebbek lettek. Bár görög jellegüket és mesterek technikai tudását megőrizték, önállót már nem tudtak alkotni. Így lett az italióta művészet az Augustus-korabeli klasszicizmus egyik közvetlen forrása.

## Ajánlott olvasmányok
- T. J. Dunabin: The Western Greeks, Oxford, 1948.
- J. Bérard: La colonisation greque de l'Italie méridionale et le Sicile dans l'antiquité, Paris, 1957.
- E. Langlotz: Die Kunst der Westgriechen in Sizilien und Unteritalien, München, 1963.